# Liolophura arenosa
Liolophura arenosa is een keverslakkensoort uit de familie van de Chitonidae. De wetenschappelijke naam van de soort is voor het eerst geldig gepubliceerd in 1986 door Ferreira.